# Dombarowskij

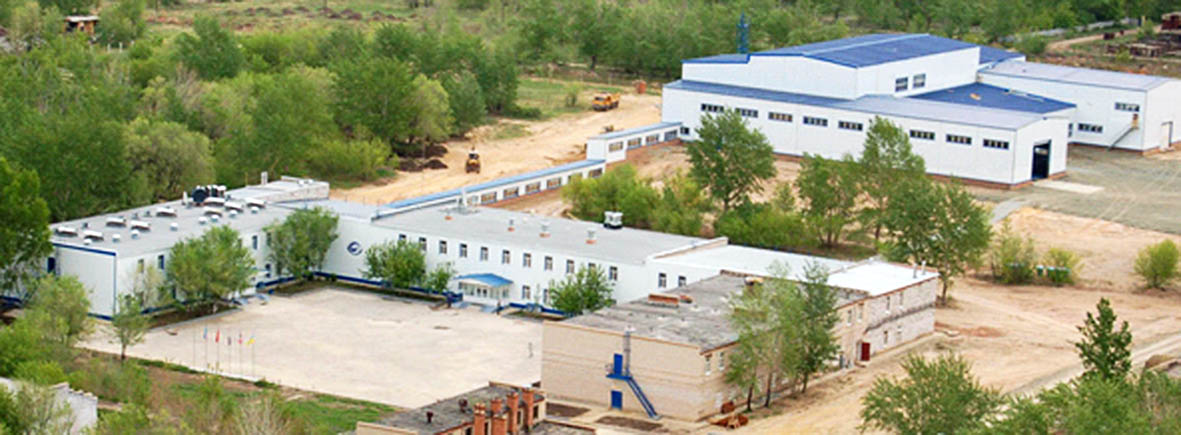
Budynki montażowe i testowe kosmodromu Dombarowskij

Dombarowskij (ros. Ясный lub Пусковая база Ясный, ang. Dombarovsky Air Base lub Dombarovskiy) – rosyjski kosmodrom, przeznaczony do rakiet typu Dniepr, zlokalizowany w obwodzie orenburskim Federacji Rosyjskiej, 5 km na północny wschód od wsi Dobranowskij, blisko miasta Jasnyj. Nazwy kosmodromu utworzono od powyższych miejscowości. W Rosji używa się określenia „Jasnyj” lub potocznie „kosmodrom Kosmotrasu” od spółki ISC Kosmotras, która posiada tu swoją bazę.
Nadzór nad obiektem sprawuje Ministerstwo Obrony Federacji Rosyjskiej. W kosmodromie znajduje się baza startowa rakiet Dniepr, stacja paliw, kompleks administracyjny, kompleks testowy i montażowy. Wszystkie starty z kosmodromu były udane.

## Okoliczności powstania
W czasie zimnej wojny w pobliżu miejscowości Dombarowski znajdowała się baza lotnicza, przeznaczona dla myśliwców Su-9, obsługiwana przez 412 Pułk Lotnictwa Myśliwskiego. W 1978 roku zaczęły lądować tu samoloty MiG-23. W obiekcie powstała baza wyrzutni rakiet międzykontynentalnych i poligon 13 Dywizji Rakietowej.
Wiosną 2005 roku podjęto decyzję o utworzeniu tu kosmodromu, korzystającego z infrastruktury bazy lotniczej. W budowę zaangażowała się międzynarodowa spółka ISC Kosmotras oraz rosyjska agencja kosmiczna Roskosmos.

## Historia kosmodromu

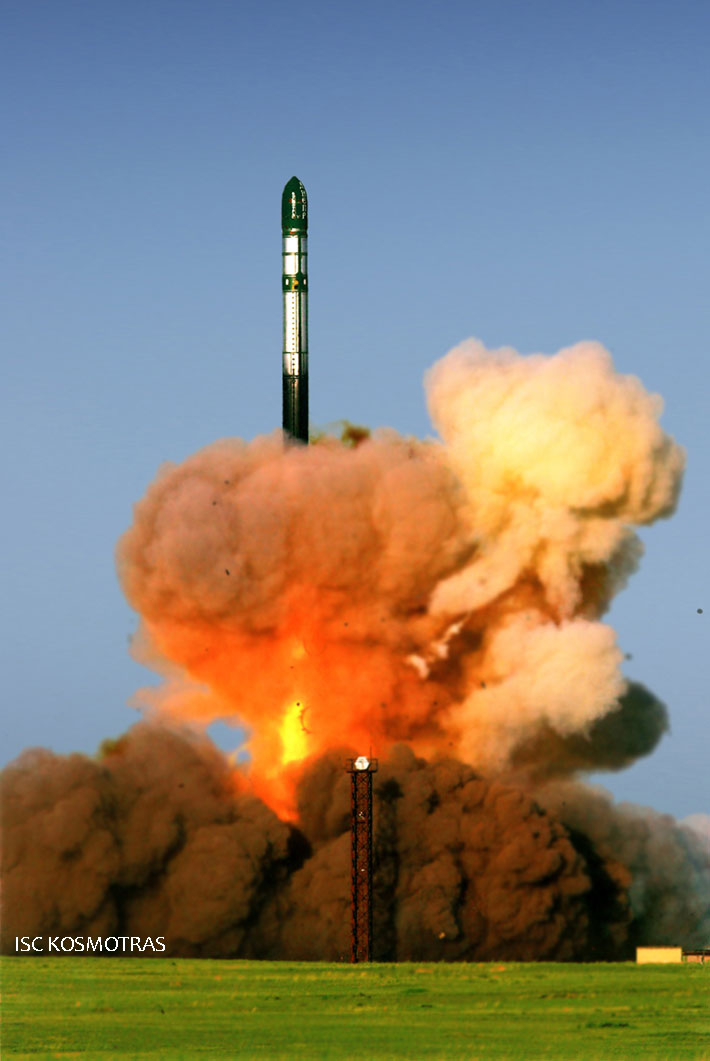
Start rakiety Dniepr z kosmodromu Dombarowskij, wystrzelonej przez ISC Kosmotras

Pierwszy start rakiety Dniepr z satelitą Genesis I z kosmodromu Dombarowskij miał miejsce 12 lipca 2006 roku. Był obsługiwany przez ISC Kosmotras.
W kolejnych latach z kosmodromu startowały rakiety Dniepr, wynoszące na orbitę sztuczne satelity agencji kosmicznych kilku krajów. Wszystkie loty miały charakter komercyjny i były prowadzone przez ISC Kosmotras na zlecenie klientów. Do startów wykorzystywano infrastrukturę 13 Dywizji Rakietowej. Transport urządzeń i części odbywał się przez międzynarodowe lotnisko w Orsku.
Do niektórych lotów wykorzystywano rakiety Dniepr, które nie przedstawiały już wartości z wojskowego punktu widzenia i miały zostać zezłomowane. Spółka ISC Kosmotras przebudowała je, aby mogły wynieść na orbitę sztuczne satelity.
19 czerwca 2014 roku z kosmodromu wystrzelono mikrosatelitę „TabletSat-Aurora”, pierwsze urządzenie do teledetekcji, powstałe i umieszczone na orbicie na zlecenie prywatnej firmy. Mikrosatelita ważył 26,2 kg, a jego wartość oszacowano na milion dolarów.
Starty rakiet z kosmodromu Dombarowskij były czasowo wstrzymywane w 2011, 2013 i 2014 roku w związku z nieporozumieniami finansowymi w spółce ISC Kosmotras, pomiędzy ukraińskimi i rosyjskimi akcjonariuszami. Ostatecznie strona ukraińska straciła akcje Kosmotrasu, a głównym akcjonariuszem (i tym samym operatorem kosmodromu) stała się grupa Kaskoł.
W 2015 roku zainteresowanie komercyjnymi lotami z użyciem rakiet Dniepr spadło. W marcu tego roku przeprowadzono ostatni start.
W 2016 roku zapowiedziano, że z kosmodromu Dombarowskij będą startować turystyczne loty w kosmos. Cena biletu ma wynosić od 200 do 250 tys. dolarów za 15 minut lotu, z czego od 5 do 6 minut turyści spędzą w stanie nieważkości. Zainteresowanie obsługą turystycznych lotów kosmicznych wyraziła rosyjska spółka Kosmokursk.